# Büssing-NAG 30
Büssing-NAG 30 to autobus miejski, produkowany przez niemiecką firmę Büssing-NAG Produkowane były w zakładach w Berlinie. Nadwozie zabudowane zostało na specjalnym podwoziu autobusowym o ładowności 4000 kg.